# 高雄郡

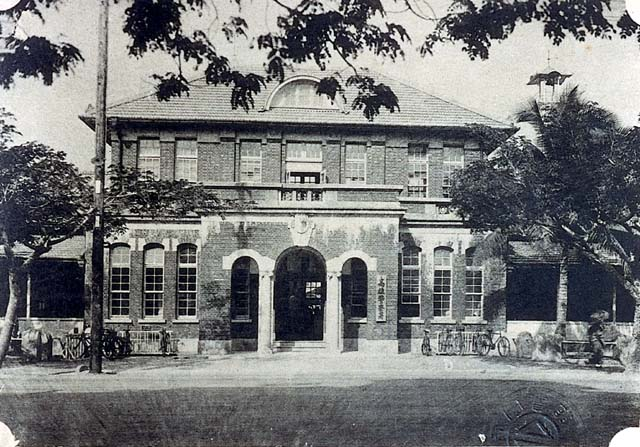
高雄郡役所

高雄郡為臺灣日治時期的行政區劃之一，隸屬高雄州。該郡之設立是依據臺灣總督府於1920年8月10日公布的府令第47號，於同年9月1日正式實施，直到1924年12月25日因行政區調整，高雄街升格為高雄市而廢止。

## 簡介
高雄郡役所設於高雄街。高雄郡管轄高雄街、左營庄、楠梓庄、燕巢庄、仁武庄。高雄郡轄域約為今日的楠梓區（不含西側沿海）、橋頭區、燕巢區（不含尖山里）、仁武區、大社區、左營區、三民區（不含灣仔內、本館、獅頭）、鼓山區、鹽埕區、前金區、新興區、旗津區、苓雅區（不含五塊厝）、前鎮區（不含草衙、籬仔內、佛公）。
1924年12月25日高雄街升格為高雄市，高雄郡廢郡，左營庄、楠梓庄、燕巢庄併入岡山郡，仁武庄併入鳳山郡。廢郡後高雄郡役所改為高雄警察署，後改制為高雄西警察署，現為永光行。

## 歷任高雄郡守
| 任次 | 姓名         | 任期                         | 備註               |
| ---- | ------------ | ---------------------------- | ------------------ |
| 1    | 川中子安治郎 | 1920年9月1日－1921年1月31日  | 調台中市尹         |
| 2    | 西岡健之     | 1921年2月1日－1923年2月28日  | 依願免官           |
| 3    | 岩本多助     | 1923年3月1日－1924年12月25日 | 由臺南廳事務官調任 |